# Yves Laroche
Yves Laroche (6 de julio de 1959) es un deportista canadiense que compitió en esquí acrobático. Sus hermanos Philippe y Alain compitieron en el mismo deporte.
Ganó una medalla de plata en el Campeonato Mundial de Esquí Acrobático de 1986, en la prueba de salto aéreo.

## Medallero internacional
| Campeonato Mundial | Campeonato Mundial | Campeonato Mundial | Campeonato Mundial |
| Año                | Lugar              | Medalla            | Prueba             |
| ------------------ | ------------------ | ------------------ | ------------------ |
| 1986               | Tignes (Francia)   | Medalla de plata   | Salto aéreo        |